# Ritratto di Antonio Riccobono
Il Ritratto di Antonio Riccobono è un'opera pittorica di Giambattista Tiepolo conservata presso la pinacoteca dell'Accademia dei Concordi di Rovigo.